# القوات الجوية الألبانية
القوات الجوية الألبانية (بالألبانية: Forca Ajrore e Republikës së Shqipërisë) هي فرع القوات الجوية من القوات المسلحة الألبانية. يقع المقر الرئيسي في العاصمة تيرانا، وتحتوي ألبانيا على قاعدتين جويتين، قاعدة تيرانا الجوية وقاعدة كوتشووه الجوية.

## مخزون الطائرات
قامت القوات الجوية الألبانية بإخراج جميع الطائرات المثبتة الأجنحة من الخدمة، لتعوضها بأنواه أخرى من المروحيات.
| يو إتش-1 إركويس | إيطاليا | مروحية متعددة الأغراض            | 3 | تم التصنيع بترخيص من أغستاوستلاند |
| بيل 206         | إيطاليا | مروحية متعددة الأغراض            | 5 |                                   |
| بي أو 105       | ألمانيا | مروحية متوسطة متعددة الاستعمالات | 8 |                                   |
| إي سي 145       | فرنسا   | مروحية متوسطة متعددة الاستعمالات | 2 |                                   |
| إيه إس 532      | فرنسا   | طائرة نقل عسكرية                 | 4 |                                   |
| إيه دبليو 109   | إيطاليا | مروحية متوسطة متعددة الاستعمالات | 1 |                                   |